# Emre Can (escaquista)
Emre Can (ˈɛmrɛ ˈd͡ʒɑn), (nascut el 21 de gener de 1990), és un jugador d'escacs turc, que té el títol de Gran Mestre des de 2010.
A la llista d'Elo de la FIDE de desembre de 2021, hi tenia un Elo de 2578 punts, cosa que en feia el jugador número 4 (en actiu) de Turquia. El seu màxim Elo va ser de 2605 punts, a la llista del desembre de 2017.

## Biografia i resultats destacats en competició
Va néixer a Esmirna, Turquia, el 21 de gener de 1990. Estudia Tecnologia de la Informació a la Universitat Kadir Has d'Istanbul. Va obtenir el títol de Mestre de la FIDE (FM) el 2006, el de Mestre Internacional (IM) el 2007 i el de Gran Mestre (GM) el 25 de juliol de 2010.
Va començar a jugar als escacs als set anys. El 2000, va participar en el Campionat del món juvenil celebrat a Orpesa. El 2006, als 16 anys, va guanyar el primer títol important per edats, entre 102 jugadors de 19 països, a la 13a Olimpíada Juvenil d'Escacs celebrada a Novi Sad, Sèrbia. i fou 5è al campionat de Turquia. El 2011, es proclamà campió de Turquia absolut.
El febrer de 2014 fou novè al Torneig Casino Graz a Àustria (el campió fou Hrant Melkumian).
El desembre de 2015 fou 2-8è (sisè al desempat) del Sunway Sitges amb 6½ punts de 9 (els campió fou Marc Narciso).